# Långhållet
Långhållet är ett skär i Åland (Finland). Det ligger i Bottenhavet eller Skärgårdshavet och i kommunen Hammarland i landskapet Åland, i den sydvästra delen av landet. Ön ligger omkring 42 kilometer nordväst om Mariehamn och omkring 300 kilometer väster om Helsingfors.
Öns area är 0,8 hektar och dess största längd är 140 meter i nord-sydlig riktning. Trakten är glest befolkad. Närmaste större samhälle är Geta, 15,5 km öster om Långhållet.